# Gaumont
«Гомо́н» (фр. Gaumont) — французская киностудия, первая и старейшая в мире кинокомпания. Занимается кинопродукцией с 1890-х годов.

## Логотип
Логотипом компании является маргаритка. Это знак памяти матери Леона Гомона, чьё первое имя было Маргарита. Изображение логотипа со временем видоизменялось, например, в середине XX века на эмблеме была изображена планета, окружённая солнечными лучами. Начиная с 1970-х годов стилизованная маргаритка вновь стала логотипом Gaumont.

## Из истории

Леон Гомон

В 1895 году Леон Гомон (1864—1946) возглавляет компанию Comptoire General de la Photographie, специализирующуюся на продаже фотоматериалов и оборудования. Уже в 1896 году Гомон выпускает свой первый аппарат марки «Хроно» и создаёт студию и мастерские в Бьюти Шомон.
В 1897 году Леон Гомон усовершенствовал свой хронофотограф (хроногомон). Строятся мастерские в Париже на улице Алюэтт. Среди служащих с 1896 года был Жак Дюком. Там же работал Деко, крупный инженер, который у Карпантье участвовал в производстве и выпуске кинематографа Люмьера. Съёмками фильмов у Леона Гомона руководила его секретарша Элис Ги. Торговой маркой фирмы Гомон был цветок маргаритки (подсолнух) с буквами «Л. Г.» (начальные буквы его имени и фамилии). Среди других сотрудников компании можно также назвать Эмиля Коля и Луи Фейада.
В 1905—1906 годах фирма «Гомон» реорганизуется и превращается в акционерное общество, финансируемое швейцарскими и французскими банками.
В 1907 году в Фирсановском пассаже открывается первый магазин фирмы в России.
В 1910 году на площади Клиши в Париже на деньги Леона Гомона строится самый большой кинотеатр в мире на 3400 мест (Gaumont-Palace).
В 1925 году «Гомон» совместно с Metro-Goldwyn-Mayer создаёт компанию — Gaumont Metro Goldwin (до 1928 года).
С приходом звукового кино Леон Гомон ушёл из компании. Её возглавил Луи Обер, который в 1930 году объединил «Гомон» с компанией «Франко-фильм» фр. Gaumont Franco Film Aubert. В 1938 году это предприятие было объявлено банкротом. При поддержке Национального кредитного банка возникает «Новое общество заведений Гомон» (SNEG).

## Фильмы киностудии Gaumont
См: Список фильмов студии «Gaumont»
- 1896 — Верный Гюстав
- 1896 — Проход молочных коров
- 1896 — Купанье в потоке
- 1896 — Ножная ванна
- 1896 — Крестьянин
- 1896 — Сбор свёклы
- 1896 — Птичий рынок
- 1896 — Отход парохода из Гавра
- 1896 — Игра в снежки
- 1897 — Большие фонтаны Версаля

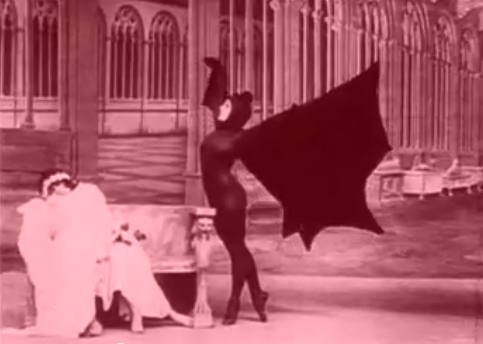
Кадр из фильма «Вампиры»

- 1897 — Завтрак птиц в Венском курзале
- 1897 — Выход с заводов Панарда и Левассор
- 1897 — Прибытие президента республики на скачки
- 1897 — Заклинательница змей
- 1899 — Плохой суп
- 1899 — Приключения угольщика
- 1899 — Бочар
- 1899 — Молитва моряков
- 1899 — К чему ведёт пьянство
- 1899 — Добрая рюмочка абсента
- 1899 — Злодеяние телячьей головы
- 1900 — Восхождение на Монблан
- 1904 — Свидание по объявлению / режиссёр Альфред Коллинс
- 1904 — Убийца и кюре
- 1904 — Маленькие вредители зелёных насаждений  / режиссёр Анри Галле
- 1904 — Убийство лионского курьера  / режиссёр Анри Галле
- 1904 — Украденная цыганами  / режиссёр Анри Галле
- 1905 — Ужасный ребёнок
- 1905 — Сон курильщика опиума / режиссёр Жассэ
- 1905 — Эсмеральда / режиссёр Жассэ, Жорж Ато
- 1905 — Жизнь Иисуса Христа / режиссёр Жассэ, Жорж Ато
- 1907 — Блудный сын
- 1907 — Да здравствует саботаж! / режиссёр Альфред Коллинс
- 1907 — Автомобильная катастрофа / режиссёр Фейад
- 1907 — Намагниченный человек / режиссёр Фейад
- 1908 — Кошмар фантоша / режиссёр Эмиль Коль
- 1908 — Драма у фантошей / режиссёр Эмиль Коль
- 1909 — Веселые микробы / режиссёр Эмиль Коль
- 1911 — серия «Жизнь, как она есть»
- 1913 — Фантомас / Fantomas
- 1914 — 1915 — Обрученные в 1914 году
- 1914 — 1915 — Священный союз
- 1914 — 1915 — Тот, кто остается
- 1914 — 1915 — Француженки, будьте бдительны!
- 1914 — 1915 — Смерть на поле чести
- 1914 — 1915 — Полковник Бонтан
- 1914 — 1915 — Леоне любит бельгийцев
- 1914 — 1915 — Герой Изера
- 1914 — 1915 — Иной долг
- 1914 — 1915 — Трофеи Зуава
- 1915 — Вампиры / Les vampires
- 1917 — Жюдекс / Judex
- 1928 — Воды Нила / (реж. М. Вандаль)
- 1929 — Колье королевы / (Г. Равель, GFFA)
- 1931 — Трагедия на шахте / (Г. В. Пабст, GFFA)
- 1934 — Аталанта / L' Atalante
- 1940 — Дочь землекопа / (реж. М. Паньоль)
- 1942 — Газеты приносят в пять часов / (реж. Ж. Лакомб)
- 1944 — Негодяй / (реж. Р. Бийон)
- 1945 — Блондинка / (реж. А. Маэ)
- 1945 — Клетка для соловья / (реж. Ж. Древиль)
- 1947 — Антуан и Антуанетта / (реж. Ж. Беккер)
- 1951 — Каролина, дорогая / (реж. Р. Потье)
- 1952 — Ночные красавицы / (реж. Р. Клер)
- 1954 — Монах-расстрига / (реж. Л. Жоаннон)
- 1954 — Французский канкан / French Cancan
- 1956 — Приговорённый к смерти бежал / (реж. Р. Брессон)
- 1958 — Живая вода / (реж. Ф. Вилье)
- 1960 — Такси в Тобрук / Un Taxi pour Tobrouk
- 1960 — Сумасшедшие годы / (реж. М. Алесандреско и А. Торран)
- 1964 — Фантомас / Fantomas
- 1965 — Фантомас разбушевался / Fantomas Se Dechaine
- 1966 — Фантомас против Скотланд-Ярда /Fantomas Contre Scotland Yard
- 1967 — Оскар / Oscar
- 1968 — Замороженный / Hibernatus
- 1968 — Паша /La Pasha
- 1969 — Мой дядя Бенжамен /Mon oncle Benjamin
- 1970 — Человек-оркестр / L’homme orchestre
- 1970 — Несчастье Альфреда / Les Malheurs d’Alfred
- 1970 — Рассеянный / Le Distrait
- 1971 — Мания величия / La Folie Des Grandeurs
- 1972 — Высокий блондин в чёрном ботинке / Le Grand Blond Avec Une Chaussure Noir
- 1974 — Возвращение высокого блондина / Le Retour Du Grand Blond
- 1975 — Волшебная флейта / Trollflöjten
- 1975 — Кузен, кузина / Cousin Cousine
- 1976 — Маркиза фон О / (реж. Э. Ромер)
- 1976 — Дальше некуда / On Aura Tout Vu
- 1977 — Кружевница / (реж. Горетта)
- 1977 — Вероятно, дьявол / (реж. Брессон)
- 1980 — Паяц / (реж. Лотнер)
- 1980 — Игра в четыре руки/Le Guignolo(реж.-Жорж Лотнер)
- 1980 — Прямой репортаж о смерти / La Mort en direct
- 1980 — Укол зонтиком / Le Coup Du Parapluie
- 1980 — Бум / La Boum
- 1981 — Невезучие / La Chèvre
- 1982 — Бум 2 / La Boum 2
- 1982 — Ас из асов / L’as des as (реж. Жерар Ури)
- 1982 — Ночь в Варенне / (реж. Скола)
- 1982 — Дантон / Danton
- 1983 — За нашу любовь / (реж. М. Пиала)
- 1983 — Последняя битва (реж. Л. Бессон) / Le Dernier Combat
- 1984 — Кармен / (реж. Ф. Рози)
- 1984 — И корабль плывёт… / E la Nave Va
- 1984 — Подземка / Subway (реж. Л. Бессон)
- 1985 — Приветствую тебя, Мария / Je vous salue, Marie
- 1986 — Семейный совет / Conseil de famille
- 1986 — Твист снова в Москве / Twist again à Moscou
- 1987 — Держитесь справа / Soigne ta droite
- 1988 — Студентка / L’etudiante
- 1988 — Голубая бездна / Le Grand Bleu
- 1993 — Аромат любви Фанфан / Fanfan
- 1993 — Пришельцы / Les Visiteurs
- 1994 — Леон / Léon
- 1995 — Между ангелом и бесом / Les anges gardiens
- 1996 — Ягуар / Le Jaguar
- 1997 — Пятый элемент / Le Cinquième élément
- 1998 — Пришельцы 2: Коридоры времени / Les Visiteurs 2: Les couloirs du temps
- 2001 — Пришельцы в Америке / Just Visiting
- 2001 — Хамелеон/Le placard (реж. — Ф. Вебер)
- 2002 — Любовь по случаю/ Im with Lucy
- 2004 — Набережная Орфевр, 36 / 36 Quai des Orfèvres
- 2006 — Возврат / Cashback
- 2006 — Наука сна / La Science des reves
- 2007 — Куколка / Chrysalis
- 2008 — Ж. К. В. Д. / JCVD
- 2008 — Однажды в Марселе / MR 73
- 2008 — Разбитое зеркало / The Broken
- 2009 — Химера / Splice
- 2010 — Ученик Санты
- 2011 — 1+1 / Intouchables
- 2013 — Невероятное путешествие мистера Спивета
- 2016 — Пришельцы 3: Взятие Бастилии
- 2016 — Шоколад
- 2016 — Любовь не по размеру
- 2016 — Мальчишник в Паттайе (Pattaya)
- 2016 — Балерина
- 2017 — Жених на двоих